# Соваж, Тома
Тома́-Мари́-Франсуа́ Сова́ж (фр. Thomas-Marie-François Sauvage, 1794 — май 1877) — французский драматург, либреттист, критик, директор театра Одеон (1827—1828).
Писал либретто для опер Адольфа Адана (Тореадор, 1849), Альбера Гризара (Жилль-похититель, 1838; Волшебная вода, 1839; Поршероны, 1850), Франсуа Базена (Маделон, 1852), Наполеона Ребера (Отец Гайар, 1852) и Амбруаза Тома (Анжелика и Медор, 1843; «Каид», 1849; Тонелли, 1853; Венецианский карнавал, 1857; Жийе и Жийотен, 1874).

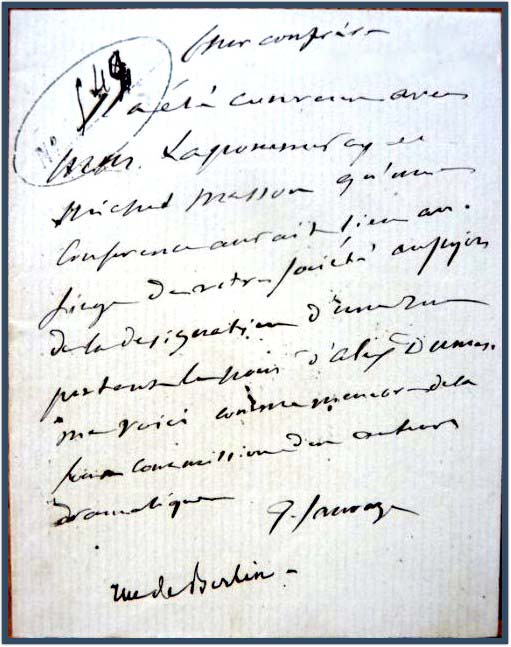
Письмо учредителям конференции, посвящённой присвоению имени Александра Дюма одной из улиц Парижа. 1872

В 1827 году Тома Саваж один из первых во Франции осуществил постановку Шекспира на родном английском языке. Для этого из Англии была специально приглашена театральная труппа.
Тома Саваж был знакомым Александра Дюма отца. После его смерти Саваж был приглашен на конференцию по переименованию одной из улиц Парижа в улицу Александра Дюма (фр.), о чём свидетельствует сохранившаяся переписка.